# Paratanus sativae
Paratanus sativae är en insektsart som beskrevs av Young 1957. Paratanus sativae ingår i släktet Paratanus och familjen dvärgstritar. Inga underarter finns listade i Catalogue of Life.